# جيورجي ساكادزي
جيورجي ساكادزي (بالجورجية: გიორგი სააკაძე) ( ق. 1570 - 3 أكتوبر 1629) كان سياسيًا وقائدًا عسكريًا جورجيًا لعب دورًا مهمًا ولكنه متناقض في سياسة جورجيا في أوائل القرن السابع عشر. كان يُعرف أيضًا باسم الموراوي الكبير (დიდი მოურავი، didi mouravi) في جورجيا، موراو بك في بلاد فارس وماراف هون أو ماغراو بك في الدولة العثمانية لخدمته كموراي (مسؤول ملكي معين يمكن ترجمته إلى سيناشال أو حاجب) في تبليسي.